# أورلاندو ويرث
أورلاندو ويرث (بالهولندية: Orlando Wirth)‏ هو لاعب كرة قدم هولندي، ولد في 25 مايو 1981. لعب مع نادي تلستار ‏.